# Kamimuria anamensis
Kamimuria anamensis är en bäcksländeart som först beskrevs av Banks 1920.  Kamimuria anamensis ingår i släktet Kamimuria och familjen jättebäcksländor. Inga underarter finns listade i Catalogue of Life.